# Vittoria Archilei
Vittoria Archilei   (Roma, c. 1555 - Florència, c. 1620) va ser una famosa cantant (soprano) i lutista italià. Va estar associada amb la Camerata florentina i va tenir una influència decisiva en l'òpera primerenca.

## Biografia
Vittoria va néixer a Francesco Concarini, probablement a Roma, com indica el seu sobrenom "la Romanina".
Sovint se suposa que va ser alumna del cantant-compositor i lutista Antonio Archilei (1542-1612), amb qui probablement es va casar el 1582. El seu primer protector va ser possiblement un cardenal Sforza, després del qual ella, com el seu marit, va estar al servei del cardenal Ferran I de Mèdici. En el seu seguici va cantar per primera vegada a Florència el 1584 a les noces de Vicenç Gonzaga amb Elionor de Mèdici. El mateix any Luca Marenzio va publicar el seu madrigal "Cedan l'antiche tue chiare vittorie" (a: "Secondo libro de madrigali a sei voci") en elogi de Vittoria Archilei.
Quan Ferran I de Mèdici va haver de renunciar a la seva dignitat cardinal el 1587 per succeir al seu germà Francesc I de Mèdici com a Gran Duc de Toscana, Vittoria i Antonio Archilei es van traslladar amb ell a Florència, on van treballar estretament amb Emilio de' Cavalieri i on Vittoria també va entrar en contacte amb Jacopo Peri, Giulio Caccini i més tard també amb Sigismondo d'India, tots els quals la van inspirar amb el seu cant.

En el fastuós matrimoni de Ferran amb Cristina de Lorena el 1589, Vittoria va actuar com a prima donna a la famosa intermedia de la comèdia La Pellegrina, la música de la qual va ser composta per Cristofano Malvezzi, Luca Marenzio, de Cavalieri, Peri, Caccini i potser per Antonio. (i Vittoria?) Archilei procedia. Al principi la cantant surava sobre un núvol com "Armonia doria" (harmonia dòrica) i cantava el virtuós madrigal solista "Dalle più alte sfere" mentre s'acompanyava amb un llaüt. L'alemany Barthold von Gadenstedt, que hi era present, relata que:
| « | <Va començar a cantar tan dolçament, alhora que tocava el llaüt, que tothom deia que era impossible que una veu humana fos tan dolça. També va emocionar la ment de tots els espectadors amb el seu cant per no escriure sobre això.> | » |

 En actes posteriors va aparèixer com Amphitrite i va acabar cantant el trio juntament amb Lucia Caccini (la primera esposa del compositor) i Margherita della Scala "Oh". che nuovo miracolo", on les tres també ballaven i s'acompanyaven amb instruments; Vittoria Archilei tocava la guitarra espanyola. Segons altres testimonis, va cantar "eccelentissimamente" i "molto soavemente" ("completament excel·lent" i "molt dolç i encantador").
L'any següent, 1590, va aparèixer a La disperazione di Fileno d'Emilio de' Cavalieri. Amb el consentiment oa petició del Gran Duc Ferran, també va viatjar a Roma en diverses ocasions, per exemple per cantar el 1593–1594 per a Vittorio Orsini, nebot de Ferdinando.
El 1595 el compositor espanyol Sebastian Raval li va dedicar la publicació dels seus Madrigali a tre voci.
Després que Emilio de' Cavalieri tornés a Roma el 1600 i fos substituït a la cort florentina per Giulio Caccini, es diu que Vittoria Archilei va tenir menys aparicions, presumiblement perquè Caccini preferia protegir la seva pròpia dona i filla. De tant en tant, se sospita d'una crisi de veu d'Archilei. Segons alguns autors, no va participar en les celebracions del matrimoni de Maria de Mèdici amb Enric IV (Florència 1600), per la qual cosa Archilei no hauria aparegut a L'Euridice de Peri. No obstant això, un argument en contra d'això és que el compositor l'esmenta àmpliament i elogiosament en el seu prefaci a l'òpera com la seva musa Euterpe, com si hagués (originalment?) escrit el paper per a ella. Altres autors, inclòs Hermann Kretzschmar, assumeixen que Vittoria Archilei va cantar Eurídice.
El 1601 hi ha proves que Vittoria Archilei va donar un concert de música de cambra per a la duquessa i un enviat francès del Papa. L'any següent, 1602, va haver de recórrer a la duquessa per problemes econòmics, amb la petició que li permetessin continuar pagant el seu sou. El mateix any va tornar a viatjar a Roma. Va tenir una altra aparició pública el 1608 a lIntermedia, que es va representar en el matrimoni de Cosme II de Mèdici amb Maria Magdalena d'Àustria. Tanmateix, quan la famosa cantant napolitana Adriana Basile va aparèixer a la cort florentina el 1610, es diu que Archilei es va negar a cantar al seu costat, cosa que Charton atribueix al fet que en aquell moment la seva veu ja podria estar fallant i ja no podia competir amb ella, cantant més jove.
Vittoria Archilei va treballar a la cort dels Mèdici almenys fins al 1611. Aquell any va aparèixer al costat de Francesca i Settimia Caccini (les filles de Giulio) a la Mascherata di ninfe di Senna i, segons Cicognini, es diu que va cantar la seva pròpia composició vocal "amb la gràcia i la veu angelical habituals". Fins a 1619 Archilei es prova per correspondència i fins a principis de la dècada de 1640 va rebre una anualitat que el Gran Duc Ferdinando ja li havia concedit de per vida el 1607.
En el seu matrimoni amb Antonio Archilei va donar a llum almenys cinc fills: Ottavio (* 1585), Ferdinando, Emilia († 1597), Maria i Cleria.
Després de retirar-se del cant, en vida van aparèixer diversos textos commemoratius que donaven la impressió que ja havia mort: el 1614 Giovan Battista Marino li va dedicar el sonet La morte di Vittoria cantatrice famosa i va ser va publicar el 1628 un "obituari" de Vincenzo Giustiniani.

## Anàlisi
Vittoria Archilei va ser una artista cèlebre i versàtil de finals del segle XVI i principis del XVII que, segons Peri, va tenir una gran influència en l'aparició del recitar cantando (monòdia) i el primer bel canto solista italià. Va cantar no només en música de cambra a Roma i Florència, sinó també en representacions públiques de les òperes intermèdies i primeres, i fins i tot música sacra. Aquest últim va ser força excepcional aquell temps per a una dona, i sobretot a Itàlia.
Aparentment, el seu cant era una barreja d'elements d'estil romà i florentí. Els rics adornaments de les seves parts (per exemple, Dalle più alte sfere) testimonien una tècnica de coloratura virtuosa, que també va aplicar efectivament en diminucions auto-inventades o improvisades, com era habitual per als cantants solistes d'aquest format a l'hora.
Segons testimonis contemporanis, també devia ser molt expressiva, ja que va ser capaç d'"emocionar el públic fins a les llàgrimes" a La disperazione di Fileno de Cavalieri, per exemple. Sigismondo d'India en el seu Primo Libro di musiche da cantar solo (1609) parla de la seva dolça veu i lloa el seu cant per sobre de tot; Archilei havia elogiat les peces publicades per la seva originalitat i les havia interpretat davant d'un públic. ella mateixa. Vincenzo Giustiniani la va anomenar "quasi l'inventora de la veritable manera de cantar entre les dones".
És possible que Vittoria Archilei també participés directament en les reunions de la Camerata Florentina, cosa que es podria inferir d'alguns dels himnes de lloança a la seva intel·ligència. No sobreviu res de les composicions que es diu que va escriure per al seu propi ús.

Jacopo Peri va deixar la que probablement és la millor i més bella descripció de l'art de Vittoria Archilei en el pròleg de la seva Eurídice (Florència 1600):
| « | <"Vittoria Archilei, que es pot anomenar l'Euterpe (musa de la poesia lírica) del nostre temps: ha donat sentit a les meves composicions a través del seu cant, afegint no només als ornaments i als llargs tiratges, senzills i dobles, que, gràcies a la vivacitat del seu talent ara es pot trobar arreu, embellida -més per obeir les modes del nostre temps del que ella mateixa creuria que en això rau la bellesa i la força del nostre cant-, però també amb aquelles belles i gràcies que no s'han d'escriure. i que, quan es va escriure, no es podia aprendre del que s'havia escrit."> | » |

- Jacopo Peri: Prefaci a Eurídice (Florència 1600).